# Bemuurde Weerd

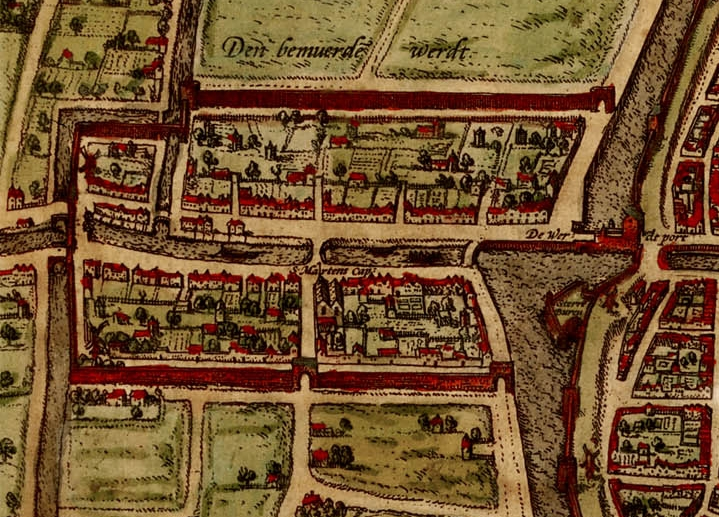
De Bemuurde Weerd als voorstad op een stadsplattegrond uit 1569 (oost ligt boven). De tekenaar laat overigens in tegenstelling tot de andere stadsplattegronden uit die tijd geen volledige omgrachting van de voorstad zien

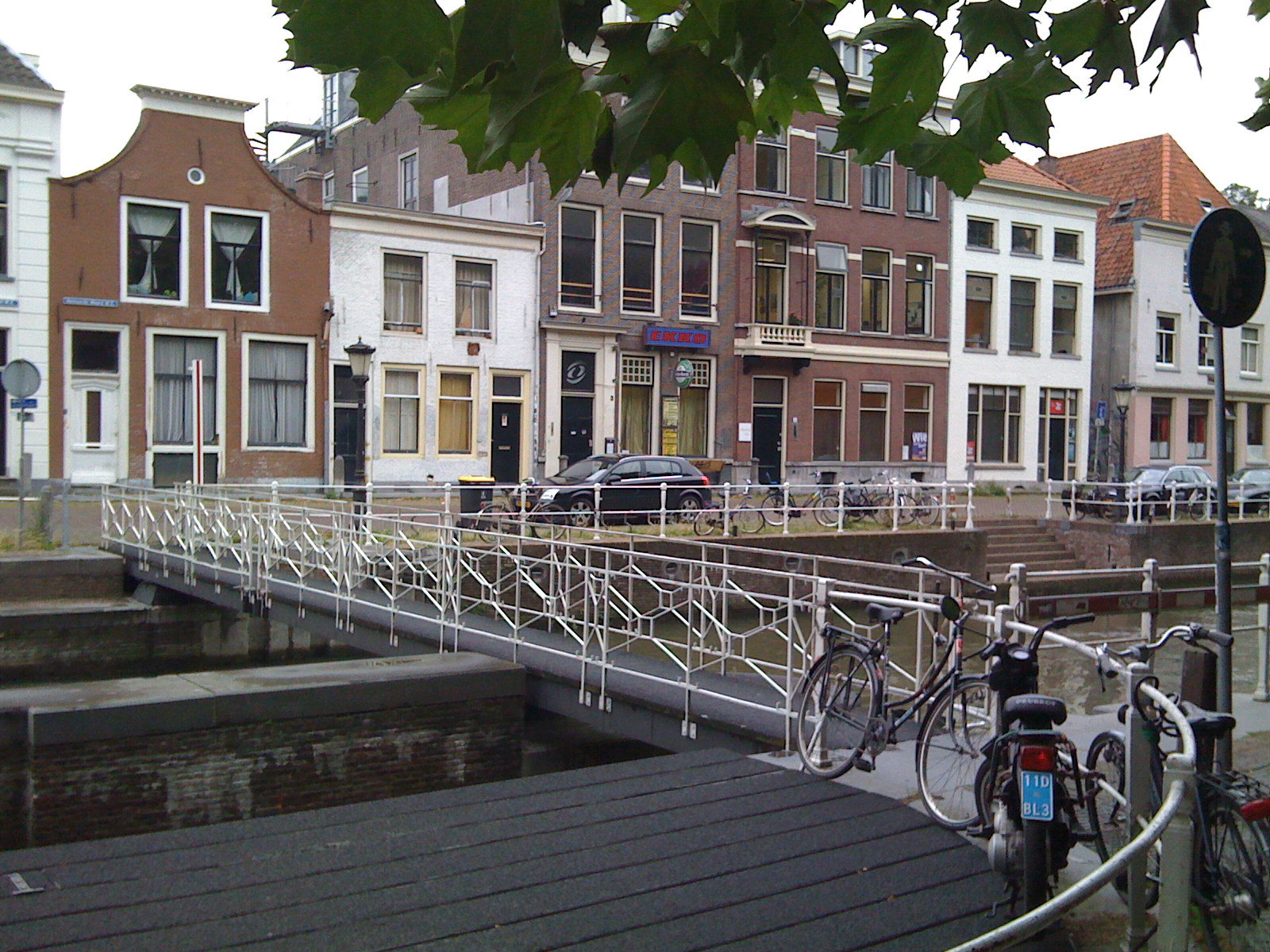
Gezicht op de Weerdsluis en de huizen aan de Bemuurde Weerd WZ

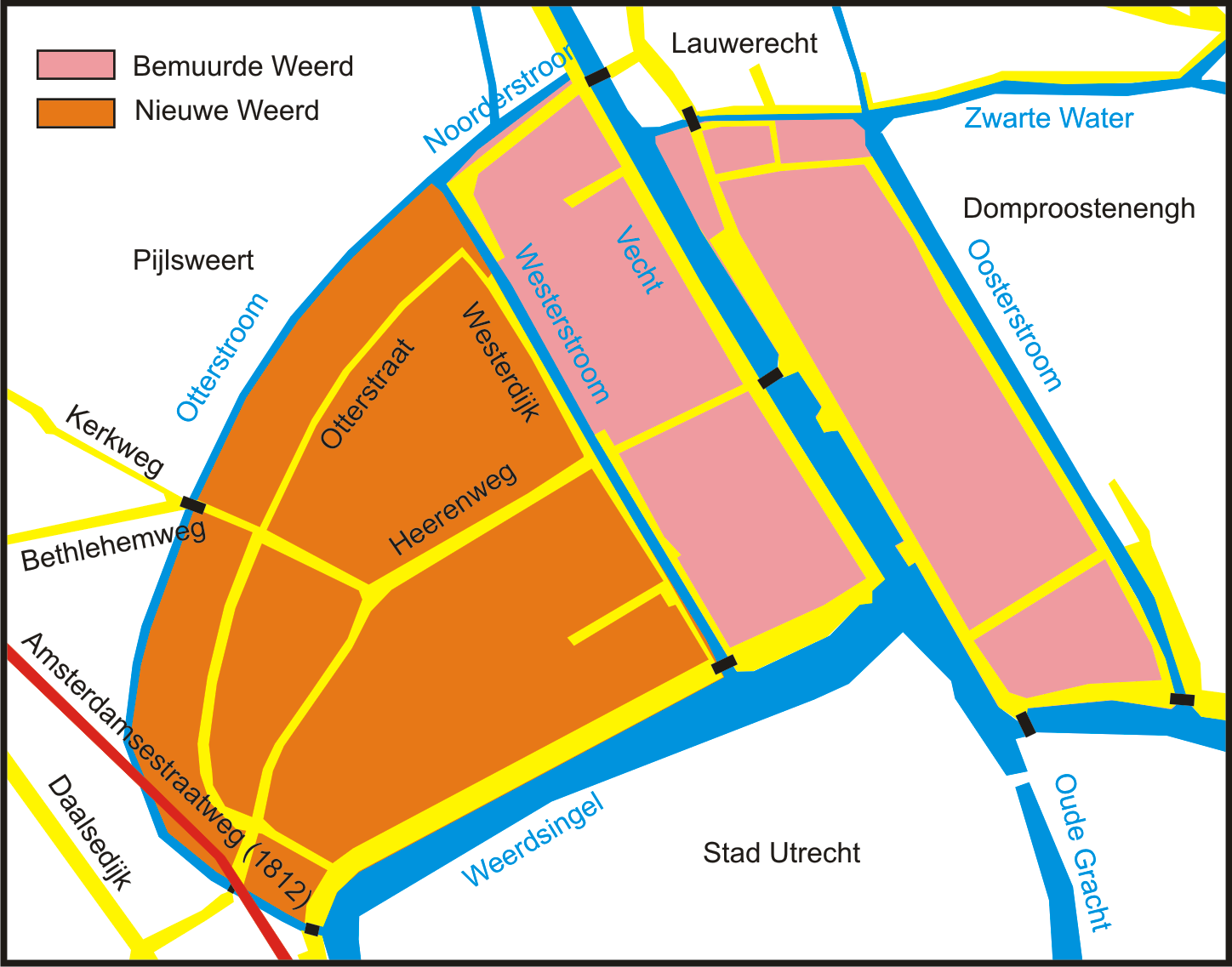
De gerechten Bemuurde Weerd en Nieuwe Weerd.

De Bemuurde Weerd is een rond 1300 ontstane voorstad van de Nederlandse stad Utrecht. Vandaag de dag is de Bemuurde Weerd door stadsuitbreidingen geen voorstad meer, maar de naam is blijven bestaan als straatnaam.

## Geschiedenis
Op het punt waar de rivier de Vecht en de Utrechtse grachten, zoals de Stadsbuitengracht, op elkaar aansluiten ontstond rond 1300 een voorstadje genaamd de Bemuurde Weerd. Deze werd al spoedig ommuurd en omgracht. De toegang tot de stad verliep via de noordelijke stadspoort (Weerdpoort). De Bemuurde Weerd viel als buitengerecht binnen de stadsvrijheid.
De voorstad kende al vanaf het begin veel bedrijvigheid onder meer doordat vanwege brandgevaar aardewerkindustrie vanuit de binnenstad hier gevestigd werd. De transportmogelijkheden en de vindplaatsen van rivierklei als grondstof en turf als brandstof voor deze ambachten waren gunstig. Een extra stimulans was dat na het uitbreken van meerdere stadsbranden voor de binnenstad gedeeltelijk over werd gegaan op de verstening van de huizen. Vanaf 1398 diende echter de brandgevaarlijke bedrijvigheid te vertrekken uit deze voorstad en vestigde zich noordelijker. De ommuurde voorstad kende aan de noordoostzijde het Zwarte Water als watergang met aansluitend aan de oostzijde de Oosterstroom. Het knooppunt van deze waterwegen was aan de binnenzijde voorzien van het rondeel Simpoel. Aan de westzijde van de voorstad lag de Westerstroom en de Noorderstroom.
Diverse malen is de Bemuurde Weerd deel geweest in een conflict. In 1483 belegerde aartshertog Maximiliaan succesvol de stad Utrecht en viel de Bemuurde Weerd tijdens de belegering aan. In 1492 nam Frederik van Egmont de voorstad met een leger in en in 1566 bestormden Spaanse soldaten het tevergeefs.

## Cultuur
Aan de Bemuurde Weerd OZ (oostzijde) is de Jacobuskerk gelegen, aan de Bemuurde Weerd WZ (westzijde) bevindt zich het poppodium EKKO.

## Trivia
- Het gedicht 'Utrecht: bemuurde weerd' van J.C. Bloem heeft betrekking op deze plek in de stad.
- In 2017 werd er een plaquette onthuld ter ere van de acteur en kleinkunstenaar Rijk de Gooyer, die hier in 1925 werd geboren.